# Islote Orak
El islote Orak es el nombre que recibe un islote que forma parte del atolón de Kayangel, del estado de Kayangel de Palaos. 